# Kościół Narodzenia Najświętszej Maryi Panny w Narolu
Kościół Narodzenia Najświętszej Maryi Panny – rzymskokatolicki kościół parafialny należący do dekanatu Narol diecezji zamojsko-lubaczowskiej.

## Historia
Jest to świątynia wzniesiona w latach 1790-1804 i ufundowana przez Feliksa Antoniego Łosia. W 1914 roku została zniszczona, następnie została odbudowana w latach: 1915-1917, w 1836 roku otrzymała polichromię, wykonaną przez Teszeyre, wymalowana w roku 1957 i 2000.

## Architektura
Jej prezbiterium jest zwrócone w stronę zachodnią, budowla jest murowana, reprezentuje styl klasycystyczny, posiada jedną nawę i prezbiterium zamknięte półkoliście, opięte trzema przyporami. Po obu stronach świątyni są umieszczone dwie kaplice, wzniesione na planie kwadratu. W dolnej kondygnacji znajduje się przedsionek. Wieża jest zwieńczona dachem hełmowym przypominającym dawny. Wewnątrz ściany są podzielone wertykalnie za pomocą filarów przyściennych, utworzonych z parzystych pilastrów, wnętrze jest nakryte sklepieniem kolebkowym z lunetami wykonanym w 1916 roku. Kaplice są otwarte do nawy półkolistymi arkadami, zakrystia znajduje się w absydzie prezbiterium za głównym ołtarzem, chór muzyczny jest murowany i podparty dwoma filarami. Ściany zewnętrzne świątyni są rozczłonkowane pilastrami toskańskimi, ściany kaplic są rozczłonkowane lizenami.

### Wieża
Wieża posiada trzy kondygnacje, w narożach poszczególnych kondygnacji są umieszczone pilastry toskańskie, w środku znajdują się otwory okienne półkoliste, nad pierwszą kondygnacją od strony wschodniej jest umieszczony przyczółek trójkątny, w nim znajduje się herb Dąbrowa, dach hełmowy wieży został wykonany z blachy, posiada kształt baniasty i jest ozdobiony latarnią. Dach został wykonany z blachy, nad nawą jest dwuspadowy, a nad prezbiterium wielospadowy. Na elewacji wschodniej po obu stronach wieży znajdują się woluty i wazony.

## Galeria

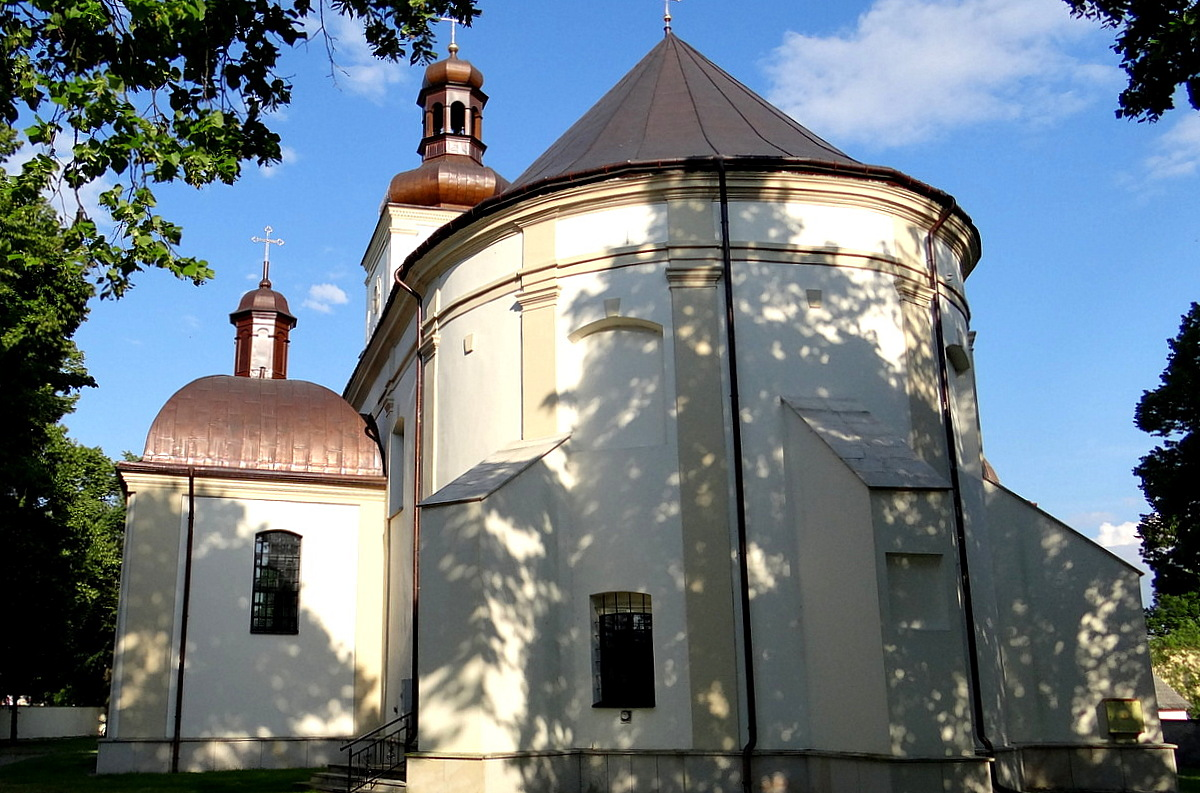
Widok od prezbiterium
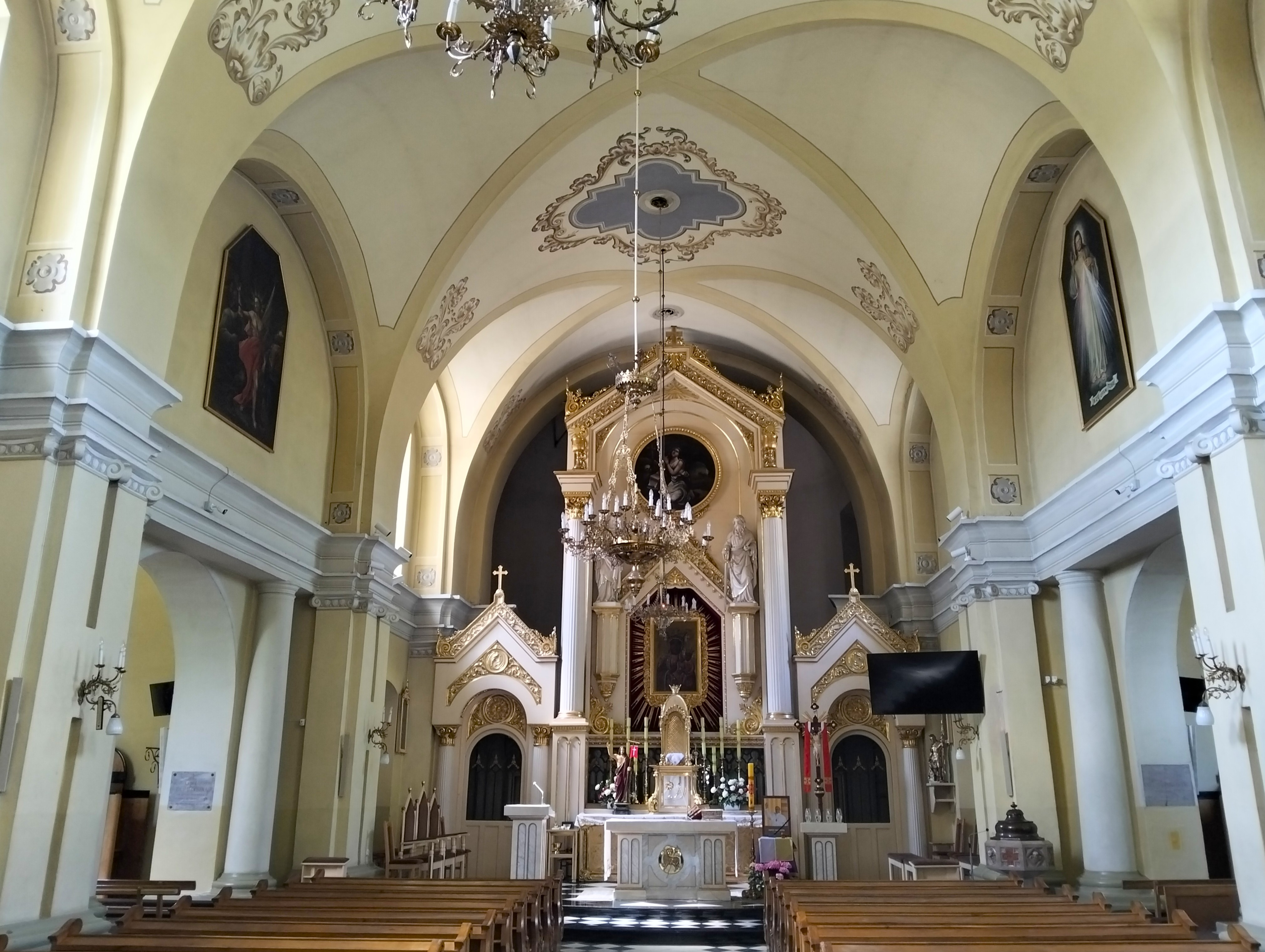
Wnętrze i ołtarz główny
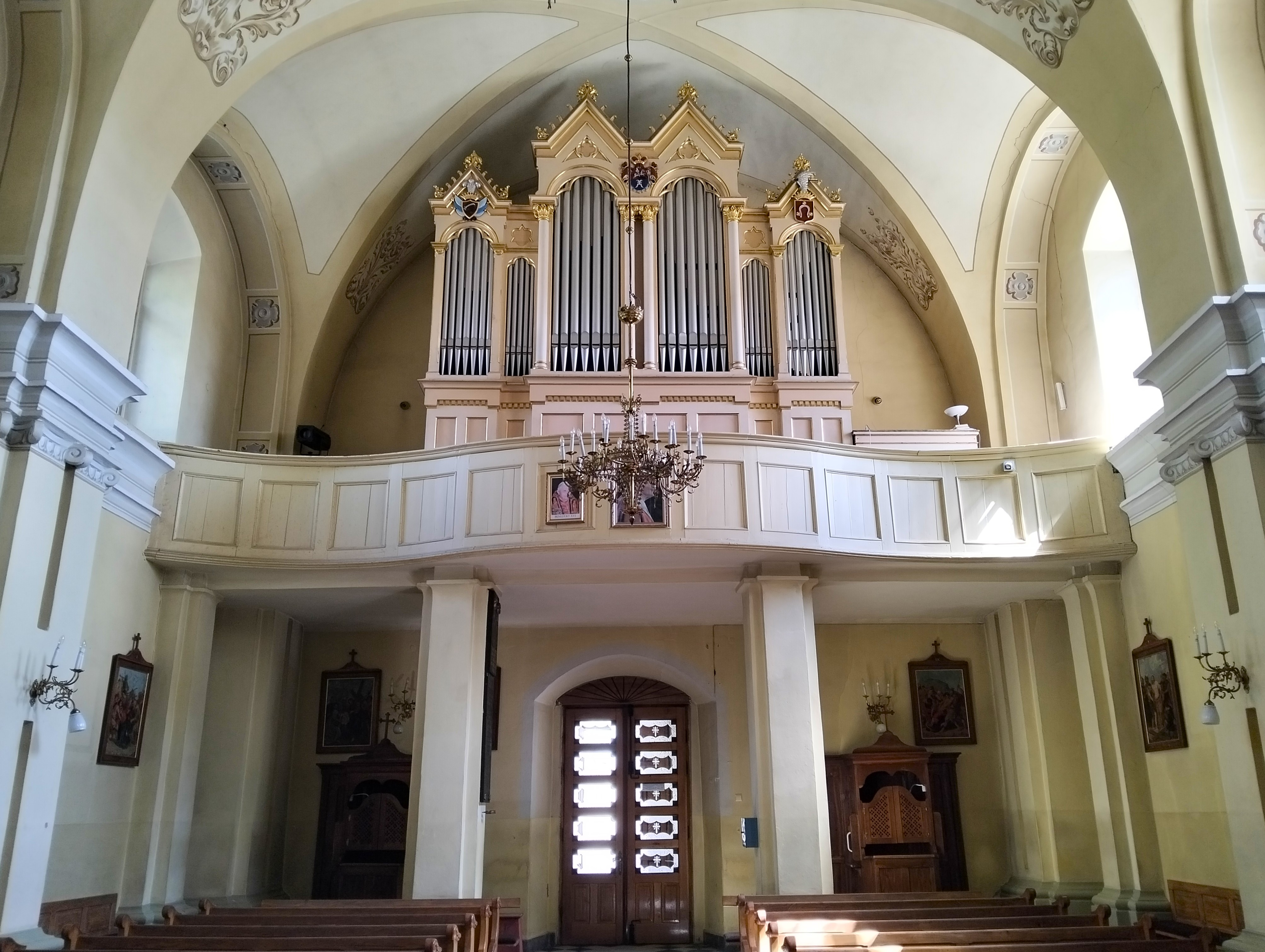
Chór